# Piratez cet épisode
Piratez cet épisode (Steal This Episode) est le neuvième épisode de la vingt-cinquième saison de la série télévisée Les Simpson et le 539e épisode de la série. Il est sorti en première sur la chaîne américaine Fox le 5 janvier 2014. Le titre original de cet épisode est une référence au troisième album Steal This Album! de System of a Down.

## Synopsis
Homer se lance dans le téléchargement illégal, et en fait profiter tout Springfield, jusqu'à ce qu'il soit dénoncé par le producteur de film et que le FBI intervienne et l'envoie en prison. La situation s'inverse alors quand Hollywood découvre les talents d'Homer et décide de réaliser un film à partir de son histoire.

## Réception
Lors de sa première diffusion l'épisode a attiré 12,04 millions de téléspectateurs.